# کنتا کاکیموتو
کنتا کاکیموتو (انگلیسی: Kenta Kakimoto؛ زادهٔ ۱۹ اکتبر ۱۹۹۰) بازیکن فوتبال اهل ژاپن است.